# Crèvecœur-en-Brie
Pour les articles homonymes, voir Crèvecœur.
Crèvecœur-en-Brie est une commune française située dans le département de Seine-et-Marne en région Île-de-France.

## Géographie

### Localisation
La commune est située à environ  11,6 kilomètres à l’est de Tournan-en-Brie.

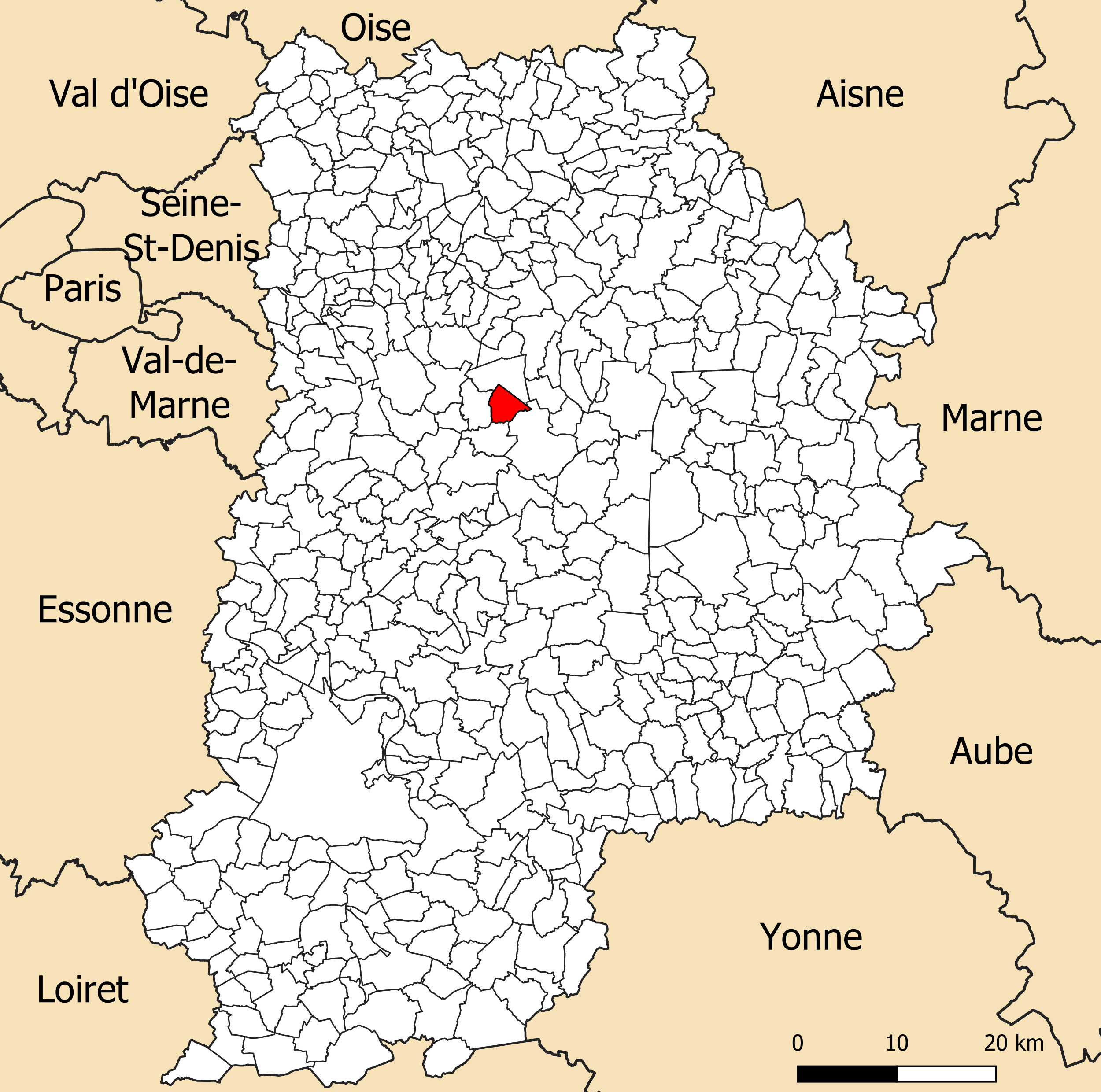
Localisation de la commune de Crèvecœur-en-Brie dans le département de Seine-et-Marne.

### Communes limitrophes

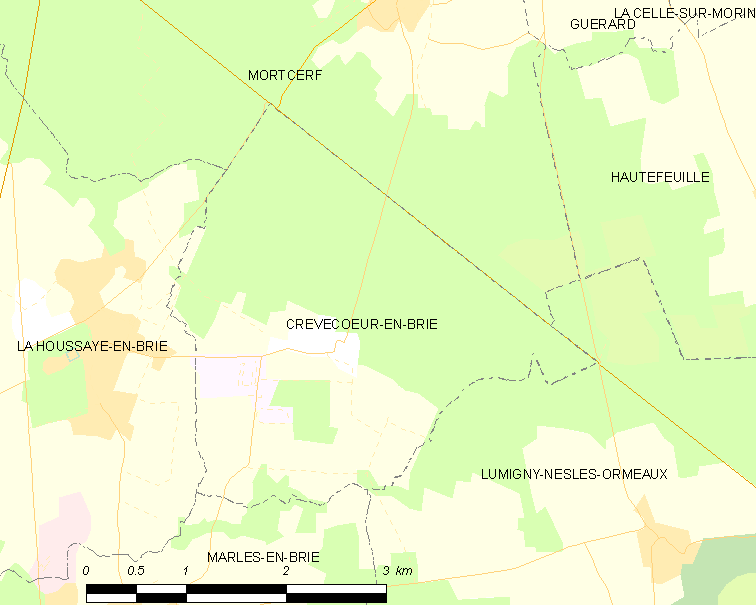
Carte des communes limitrophes de Crèvecœur-en-Brie.

|                     | Mortcerf          |                        |
| La Houssaye-en-Brie | Crèvecœur-en-Brie |                        |
|                     | Marles-en-Brie    | Lumigny-Nesles-Ormeaux |

### Géologie et relief
L'altitude de la commune varie de 109 mètres à 122 mètres pour le point le plus haut, le centre du bourg se situant à environ 116 mètres d'altitude (mairie). Elle est classée en zone de sismicité 1, correspondant à une sismicité très faible.

### Hydrographie

#### Réseau hydrographique

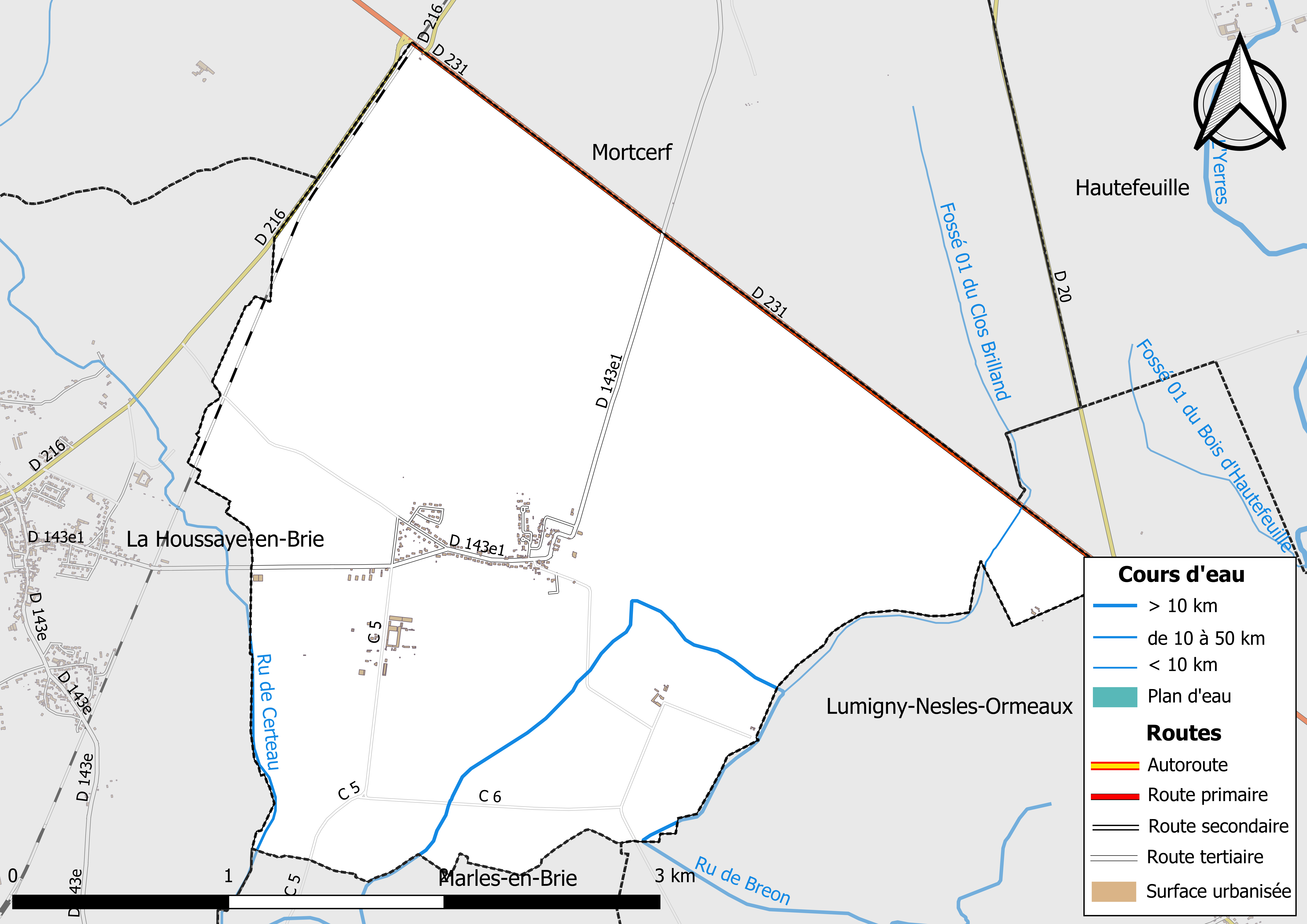
Carte des réseaux hydrographique et routier de Crèvecœur-en-Brie.

Le réseau hydrographique de la commune se compose de trois cours d'eau référencés :
- le ru de Bréon, long de 22,13 km[3] ;
  - le ru de Certeau, 5,77 km[4], et ;
  - le fossé 01 du Clos Brilland, 3,66 km[5], affluents du Bréon.

La longueur totale des cours d'eau sur la commune est de 4,47 km.

#### Gestion des cours d'eau
Afin d’atteindre le bon état des eaux imposé par la Directive-cadre sur l'eau du 23 octobre 2000, plusieurs outils de gestion intégrée s’articulent à différentes échelles : le SDAGE, à l’échelle du bassin hydrographique, et le SAGE, à l’échelle locale. Ce dernier fixe les objectifs généraux d’utilisation, de mise en valeur et de protection quantitative et qualitative des ressources en eau superficielle et souterraine. Le département de Seine-et-Marne est couvert par six SAGE, au sein du bassin Seine-Normandie. La commune fait partie de deux SAGE : « Yerres » et « Petit et Grand Morin ».
Le SAGE « Yerres » a été approuvé le 13 octobre 2011. Il correspond au bassin versant de l’Yerres, d'une superficie de 1 017 km2, parcouru par un réseau hydrographique de 450 kilomètres de long environ, répartis entre le cours de l’Yerres et ses affluents principaux que sont : le ru de l'Étang de Beuvron, la Visandre, l’Yvron, le Bréon, l’Avon, la Marsange, la Barbançonne, le Réveillon. Le pilotage et l’animation du SAGE sont assurés par le syndicat mixte pour l’Assainissement et la Gestion des eaux du bassin versant de l’Yerres (SYAGE), qualifié de « structure porteuse ».
Le SAGE « Petit et Grand Morin » a été approuvé le 21 octobre 2016. Il comprend les bassins du Petit Morin (630 km2) et du Grand Morin (1 185 km2). Le pilotage et l’animation du SAGE sont assurés par le syndicat Mixte d'Aménagement et de Gestion des Eaux (SMAGE) des 2 Morin, qualifié de « structure porteuse ».

### Climat
Pour des articles plus généraux, voir Climat de l'Île-de-France et Climat de Seine-et-Marne.
En 2010, le climat de la commune est de type climat océanique dégradé des plaines du Centre et du Nord, selon une étude du CNRS s'appuyant sur une série de données couvrant la période 1971-2000. En 2020, Météo-France publie une typologie des climats de la France métropolitaine dans laquelle la commune est exposée à un climat océanique altéré et est dans la région climatique Nord-est du bassin Parisien, caractérisée par un ensoleillement médiocre, une pluviométrie moyenne régulièrement répartie au cours de l’année et un hiver froid (3 °C).
Pour la période 1971-2000, la température annuelle moyenne est de 10,6 °C, avec une amplitude thermique annuelle de 15,4 °C. Le cumul annuel moyen de précipitations est de 732 mm, avec 11,4 jours de précipitations en janvier et 8,2 jours en juillet. Pour la période 1991-2020, la température moyenne annuelle observée sur la station météorologique la plus proche, située sur la commune de Mouroux à 12 km à vol d'oiseau, est de 11,3 °C et le cumul annuel moyen de précipitations est de 721,3 mm,. Pour l'avenir, les paramètres climatiques de la commune estimés pour 2050 selon différents scénarios d'émission de gaz à effet de serre sont consultables sur un site dédié publié par Météo-France en novembre 2022.

### Milieux naturels et biodiversité

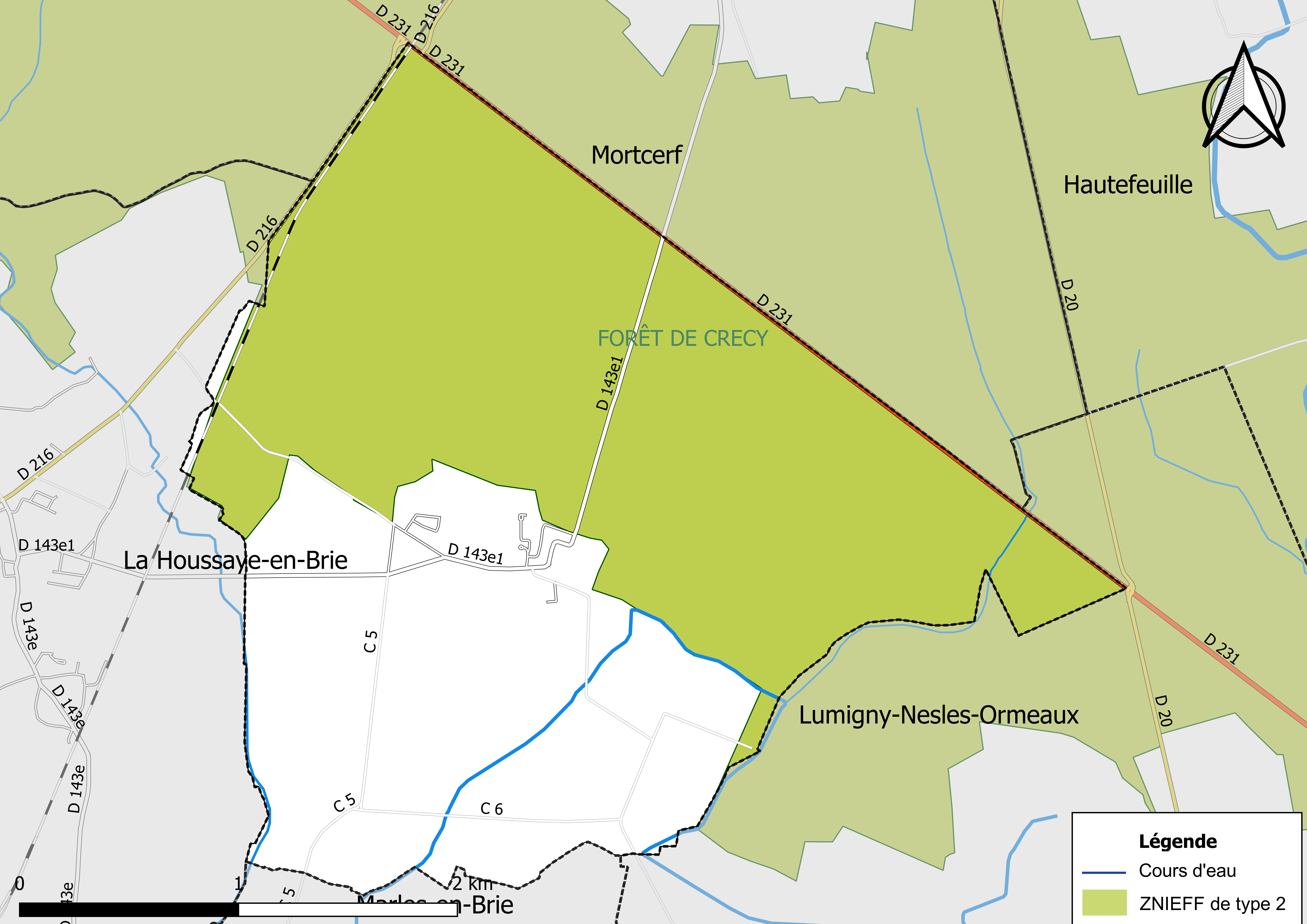
Carte des ZNIEFF de type 2 localisées sur la commune.

L’inventaire des zones naturelles d'intérêt écologique, faunistique et floristique (ZNIEFF) a pour objectif de réaliser une couverture des zones les plus intéressantes sur le plan écologique, essentiellement dans la perspective d’améliorer la connaissance du patrimoine naturel national et de fournir aux différents décideurs un outil d’aide à la prise en compte de l’environnement dans l’aménagement du territoire.
Le territoire communal de Crèvecœur-en-Brie comprend un ZNIEFF de type 2,,., 
la « Forêt de Crécy » (6 897,74 ha), couvrant 17 communes du département.

## Urbanisme

### Typologie
Au 1er janvier 2024, Crèvecœur-en-Brie est catégorisée commune rurale à habitat dispersé, selon la nouvelle grille communale de densité à sept niveaux définie par l'Insee en 2022.
Elle est située hors unité urbaine. Par ailleurs la commune fait partie de l'aire d'attraction de Paris, dont elle est une commune de la couronne,. Cette aire regroupe 1 929 communes,.

### Lieux-dits et écarts
La commune compte 31 lieux-dits administratifs répertoriés consultables ici (source : le fichier Fantoir).

### Occupation des sols
L'occupation des sols de la commune, telle qu'elle ressort de la base de données européenne d’occupation biophysique des sols Corine Land Cover (CLC), est marquée par l'importance des forêts et milieux semi-naturels (66,3 % en 2018), une proportion identique à celle de 1990 (66,3 %). La répartition détaillée en 2018 est la suivante : 
forêts (66,3% ), terres arables (26,9% ), espaces verts artificialisés, non agricoles (4% ), zones agricoles hétérogènes (2,7 %).
Parallèlement, L'Institut Paris Région, agence d'urbanisme de la région Île-de-France, a mis en place un inventaire numérique de l'occupation du sol de l'Île-de-France, dénommé le MOS (Mode d'occupation du sol), actualisé régulièrement depuis sa première édition en 1982. Réalisé à partir de photos aériennes, le Mos distingue les espaces naturels, agricoles et forestiers mais aussi les espaces urbains (habitat, infrastructures, équipements, activités économiques, etc.) selon une classification pouvant aller jusqu'à 81 postes, différente de celle de Corine Land Cover,,. L'Institut met également à disposition des outils permettant de visualiser par photo aérienne l'évolution de l'occupation des sols de la commune entre 1949 et 2018.

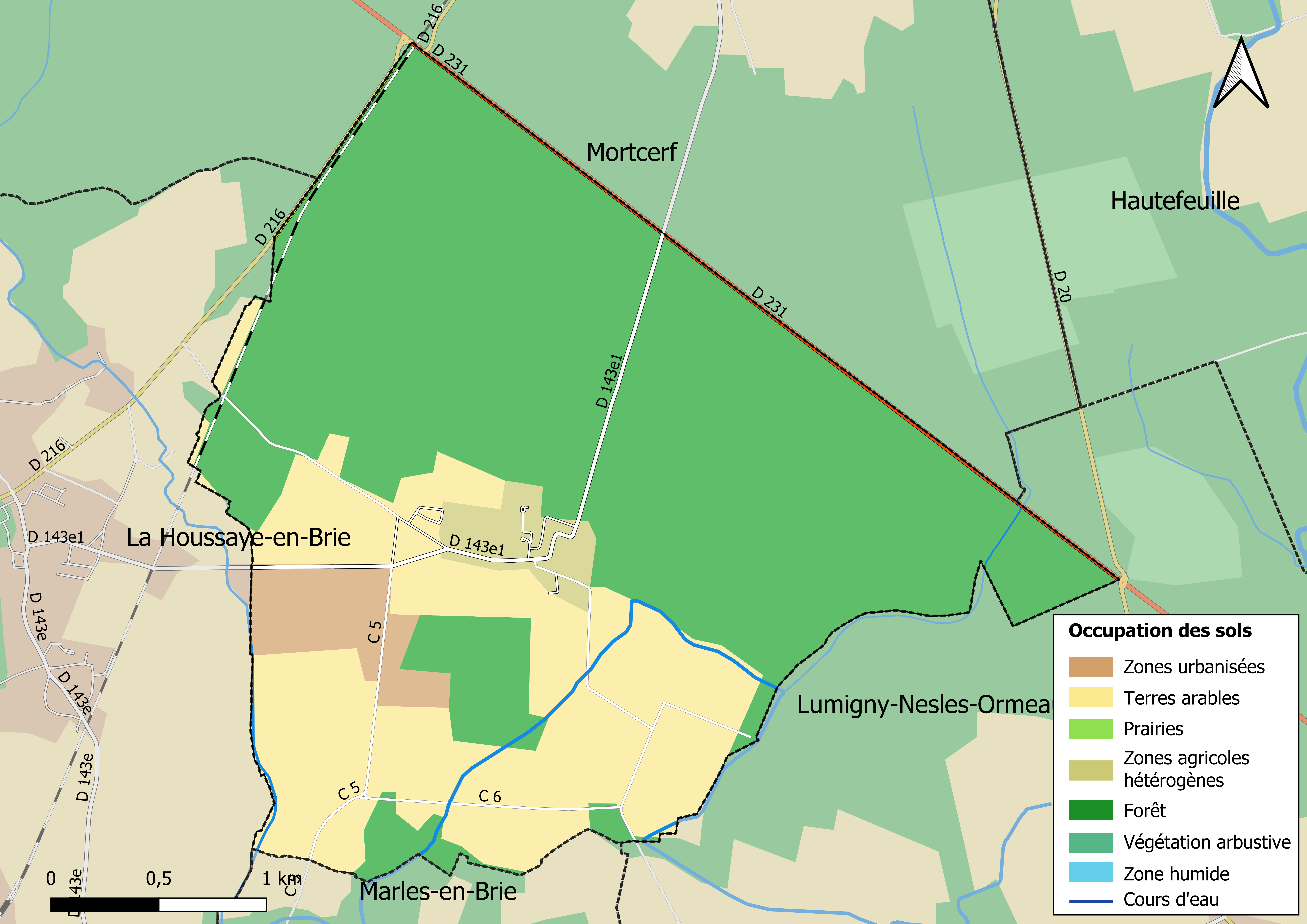
Carte des infrastructures et de l'occupation des sols en 2018 (CLC) de la commune.
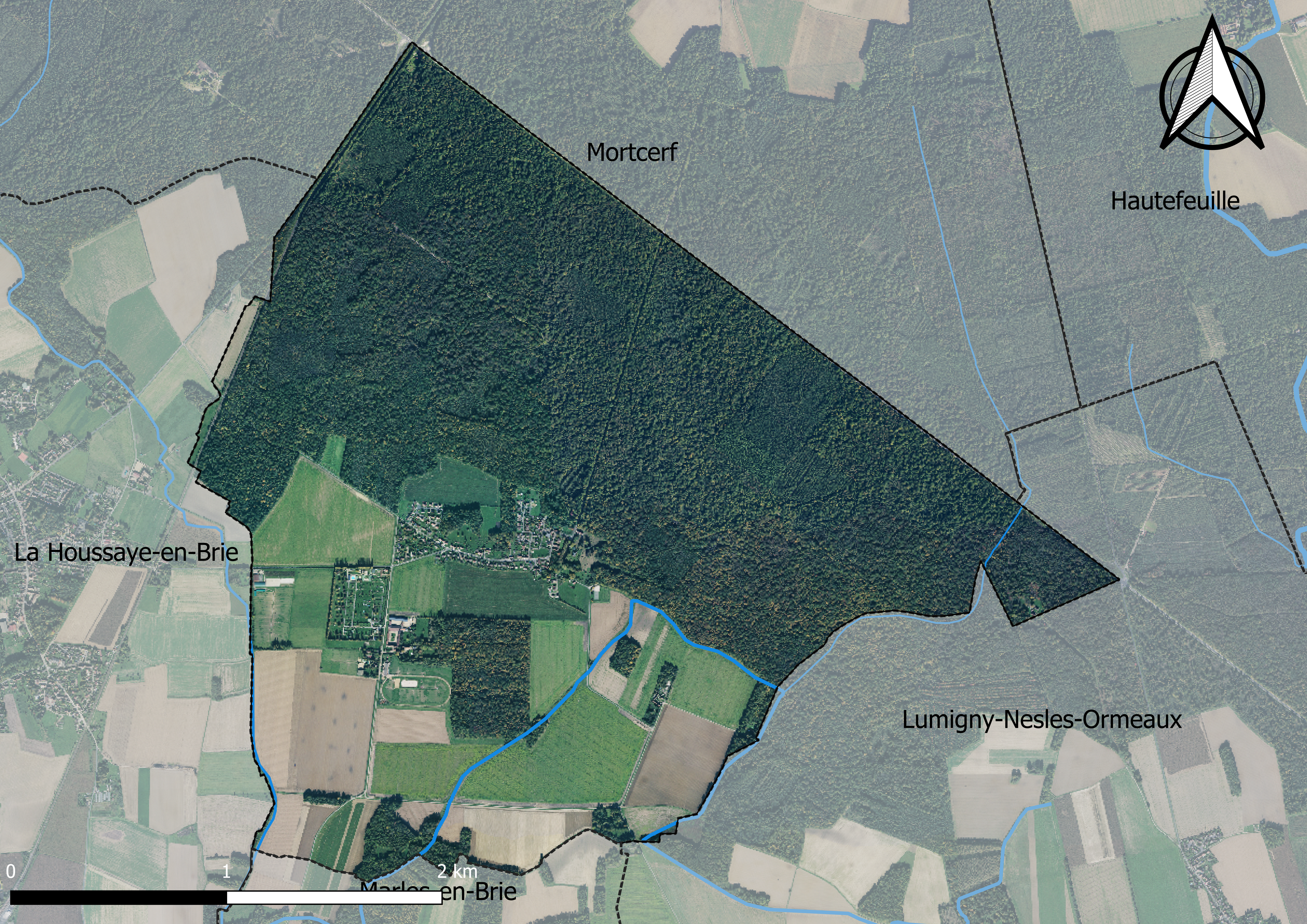
Carte orhophotogrammétrique de la commune.

### Planification
La commune disposait en 2019 d'un plan local d'urbanisme en révision. Le zonage réglementaire et le règlement associé peuvent être consultés sur le Géoportail de l'urbanisme.

### Logement
En 2016, le nombre total de logements dans la commune était de 160 dont 98,1 % de maisons et 1,3 % d'appartements.
Parmi ces logements, 87,4 % étaient des résidences principales, 8,2 % des résidences secondaires et 4,4 % des logements vacants.
La part des ménages fiscaux propriétaires de leur résidence principale s'élevait à 89,8 % contre 8 % de locataires et 2,2 % logés gratuitement.

## Toponymie
Longtemps été connu son le nom de Ville Ramée, du fait de sa position à la lisière de la forêt de Crécy.
Le nom de Crèvecœur est cité dès 1175 dans les rôles des fiefs du comté de Champagne et de Brie.
Crèvecœur dérive du latin « cors » qui signifie cœur, et « crepo » qui signifie craquer, retentir.
- Au Moyen Âge, un crève-cœur est une terre pénible à labourer, car lourde et difficile à drainer ; de plus, la perte de la récolte après une pluie abondante sur un terrain argileux est fréquente. Les terres de Crèvecœur étaient marécageuses au Moyen Âge - les noms des lieux-dits « l’Étang » et « Courtesoupe » en attestent - et jusqu'au XiXe siècle réservées à la prairie et à l'élevage[30].

## Histoire
À l'époque féodale, Crèvecœur a suivi les mêmes seigneurs que Crécy-en-Brie : les Châtillon puis les comtes de Champagne, fondus dans les rois capétiens à partir de la comtesse-reine Jeanne, épouse du roi Philippe le Bel, et des princes capétiens comme Blanche et Philippe d'Orléans, Louis duc d'Orléans, César de Vendôme, le comte d'Eu, le duc de Penthièvre et son gendre d'Orléans.
La forteresse, élevée par les Châtillon et ruinée vers 1430, était aux mains d'un capitaine-châtelain représentant le seigneur. Ainsi, du 30 septembre 1389 jusqu'à novembre 1391, Jean Ier de Garencières (sire de Mareil et Massy/Macy, et de Croisy par son mariage, capitaine-châtelain de Châteauneuf en 1400 et de Caen vers 1409, maître-enquêteur des Eaux et Forêts de Picardie et Normandie vers 1384, chambellan et homme de confiance du duc Louis d'Orléans, né vers 1350 ? et probablement † à Azincourt en 1415, père du poète Jean (II) de Garencières) devint châtelain de Crèvecœur-en-Brie. Après lui, on trouve Robert de Versailles, remplacé le 11 novembre 1415 par Eustache Tassin de Gaucourt, chambellan du roi et premier Grand fauconnier de France, puis par François de l'Hospital de Soisy/Choisy-aux-Loges († 1427 ; un ancêtre du maréchal Nicolas), et le 10 octobre 1416 par Jacques Lempereur, enfin le 29 juillet 1418 par Guillaume d'Orgemont de Méry.
En 1532, le collège de Maître Gervais à Paris y avait une propriété.

## Politique et administration

### Situation administrative
Dans le cadre du redécoupage cantonal de 2014 en France, Fontenay-Trésigny est devenu le chef-lieu du canton de Fontenay-Trésigny qui regroupe 33 communes et 49 804 habitants.
Le canton de Fontenay-Trésigny comprend les communes suivantes : Bernay-Vilbert, La Chapelle-Iger, Les Chapelles-Bourbon, Châtres, Chaumes-en-Brie, Coubert, Courpalay, Courquetaine, Crèvecœur-en-Brie, Dammartin-sur-Tigeaux, Évry-Grégy-sur-Yerre, Faremoutiers, Fontenay-Trésigny, Grisy-Suisnes, Guérard, La Houssaye-en-Brie, Limoges-Fourches, Lissy, Liverdy-en-Brie, Lumigny-Nesles-Ormeaux, Marles-en-Brie, Mortcerf, Neufmoutiers-en-Brie, Ozouer-le-Voulgis, Pécy, Le Plessis-Feu-Aussoux, Pommeuse, Presles-en-Brie, Rozay-en-Brie, Soignolles-en-Brie, Solers, Vaudoy-en-Brie, Voinsles. Le redécoupage a pris effet en mars 2015, lors du renouvellement général des assemblées départementales.
Le canton de Fontenay-Trésigny se situe dans le département de Seine-et-Marne qui a pour commune chef-lieu la ville de Melun. Le canton de Fontenay-Trésigny est composé de communes appartenant aux arrondissements de Provins (17 communes), Melun (13 communes) et Meaux (3 communes). La commune des Chapelles-Bourbon appartient à l'arrondissement de Provins, le plus étendu mais le second moins peuplé et le moins dense du département. Cet arrondissement de 9 ancien cantons et 165 communes comptait 161 849 habitants en 2012.
La commune de Crèvecœur-en-Brie appartenait jusqu'alors au canton de Rozay-en-Brie, qui comprenait 22 communes et comptait 25 985 habitants en 2012. Fontenay-Trésigny était la commune la plus peuplée du canton, loin devant Rozay-en-Brie qui compte près de la moitié de sa population. Le canton de Rozay-en-Brie faisait partie de l’arrondissement de Provins. De la Révolution à 1926, La commune de Crèvecœur-en-Brie et le canton de Rozay-en-Brie appartenaient à l'arrondissement de Coulommiers, puis de 1926 à 2005 à l'arrondissement de Melun avant de passer à l'arrondissement de Provins en 2006.

### Tendances politiques et résultats

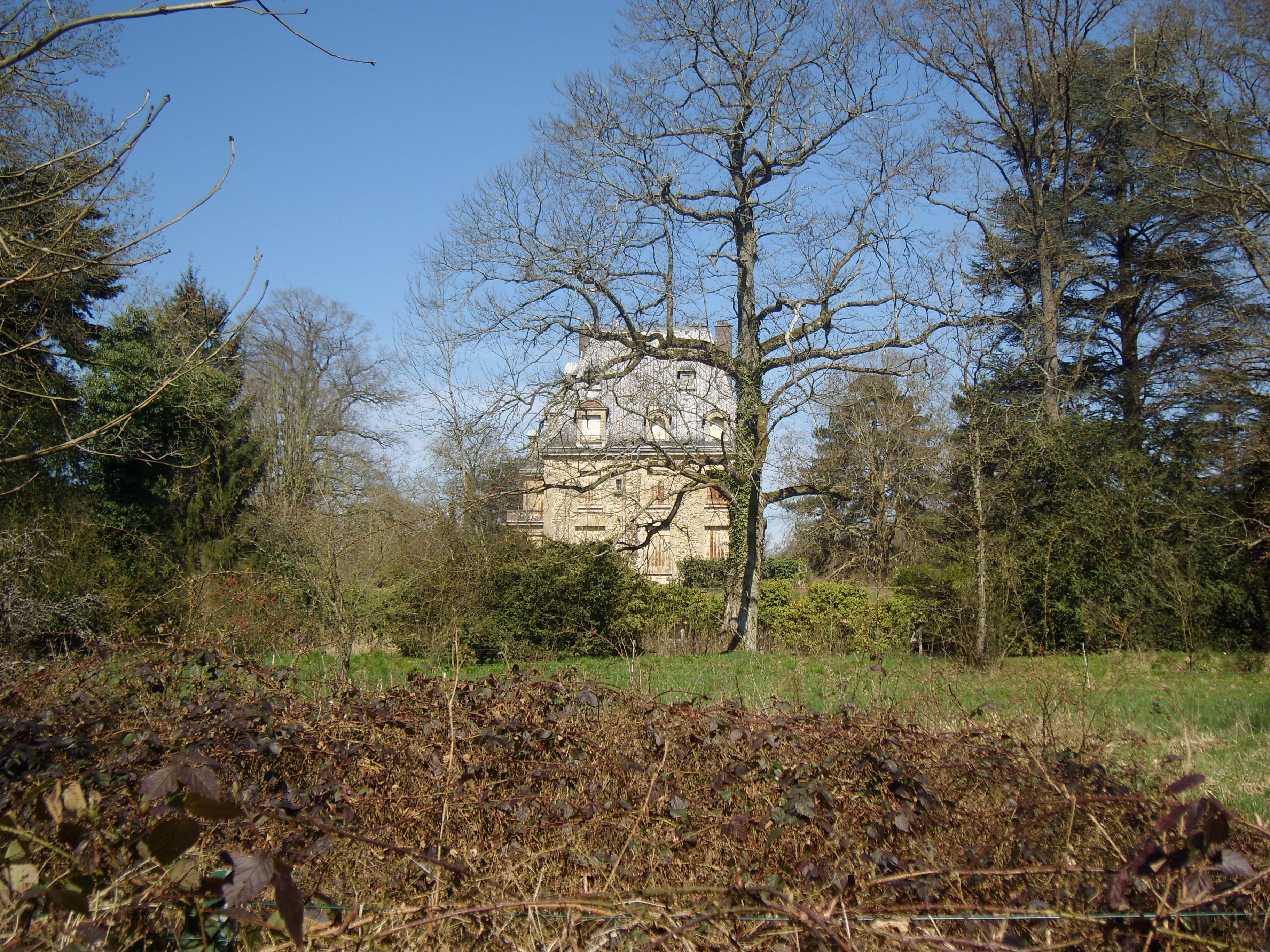
Aspect du château de Crèvecœur.

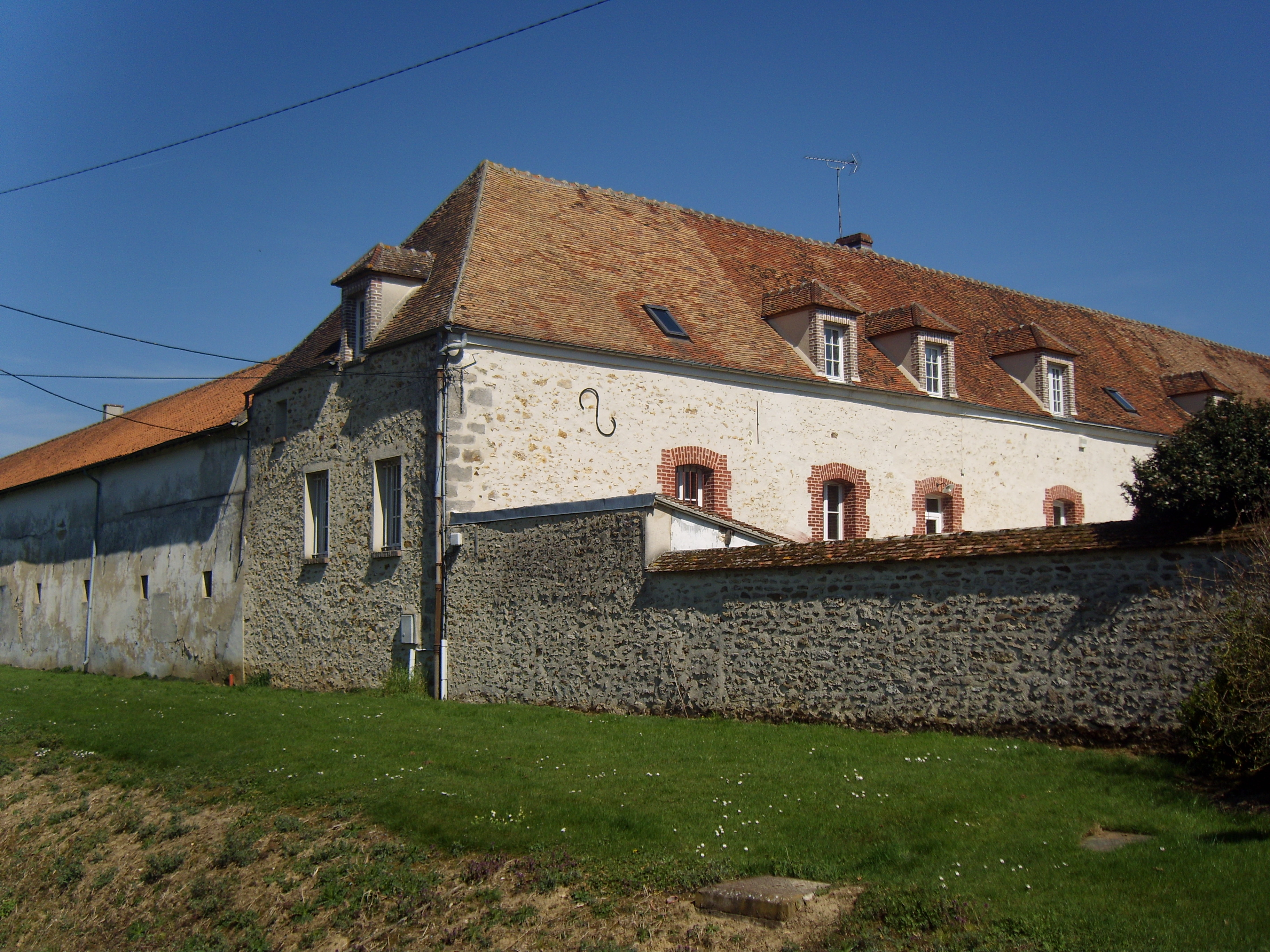
La ferme de Beauregard.

Longtemps marquée par les rapports sociaux découlant de la propriété foncière, la Seine-et-Marne est, de manière générale, un département de tradition plutôt conservatrice, même si elle a été rapidement, sous la Troisième République, gagnée aux idées républicaines. Cette tradition conservatrice se manifeste notamment dans les arrondissements ruraux de Seine-et-Marne, où sont régulièrement élus des candidats issus des partis de droite.
Lors des élections départementales de 2015, Jean-Jacques Barbaux (maire de Neufmoutiers-en-Brie et conseiller général sortant du canton de Rozay-en-Brie) et Daisy Luczak (maire de Courquetaine), binôme UMP, ont été élus conseillers départementaux au second tour pour le canton de Fontenay-Trésigny. Jean-Jacques Barbaux a été ensuite élu président du conseil départemental de Seine-et-Marne.

### Liste des maires
Depuis 1947, quatre maires se sont succédé à Crèvecœur-en-Brie :
| Période                                  | Période   | Identité          | Étiquette | Qualité             |
| ---------------------------------------- | --------- | ----------------- | --------- | ------------------- |
| Les données manquantes sont à compléter. |           |                   |           |                     |
| décembre 1947                            | mars 1983 | Etienne Hanquiez  |           |                     |
| mars 1983                                | mars 2008 | Annick Cambianica |           | Secrétaire          |
| mars 2008                                | mars 2014 | Paul Billon       |           | Retraité SNCF       |
| mars 2014                                | En cours  | Marc Cuypers      |           | Exploitant agricole |

La mairie-école fut construite durant la Troisième République à la suite des lois Jules Ferry, composée d’une salle de classe, de la mairie et du logement de l’instituteur au 1er étage.

### Instances judiciaires et administratives
La commune relève du tribunal d'instance de Meaux, du tribunal de grande instance de Meaux, de la cour d'assises de Melun, de la cour d'appel de Paris, du tribunal pour enfants de Meaux, du conseil de prud'hommes de Meaux, du tribunal de commerce de Meaux, du tribunal administratif de Melun et de la cour administrative d'appel de Paris.

## Équipements et services

### Eau et assainissement
L’organisation de la distribution de l’eau potable, de la collecte et du traitement des eaux usées et pluviales relève des communes. La loi NOTRe de 2015 a accru le rôle des EPCI à fiscalité propre en leur transférant cette compétence. Ce transfert devait en principe être effectif au 1er janvier 2020, mais la loi Ferrand-Fesneau du 3 août 2018 a introduit la possibilité d’un report de ce transfert au 1er janvier 2026,.

#### Assainissement des eaux usées
En 2020, la gestion du service d'assainissement collectif de la commune de Crèvecœur-en-Brie est assurée par le SIAEPA de la région de La Houssaye-en-Brie pour la collecte, le transport et la dépollution,,.
L’assainissement non collectif (ANC) désigne les installations individuelles de traitement des eaux domestiques qui ne sont pas desservies par un réseau public de collecte des eaux usées et qui doivent en conséquence traiter elles-mêmes leurs eaux usées avant de les rejeter dans le milieu naturel. Le SIAEPA de la région de La Houssaye-en-Brie assure pour le compte de la commune le service public d'assainissement non collectif (SPANC), qui a pour mission de vérifier la bonne exécution des travaux de réalisation et de réhabilitation, ainsi que le bon fonctionnement et l’entretien des installations,.

#### Eau potable
En 2020, l'alimentation en eau potable est assurée par le SIAEPA de la région de La Houssaye-en-Brie qui gère le service en régie,.

## Population et société

### Démographie
L'évolution du nombre d'habitants est connue à travers les recensements de la population effectués dans la commune depuis 1793. Pour les communes de moins de 10 000 habitants, une enquête de recensement portant sur toute la population est réalisée tous les cinq ans, les populations de référence des années intermédiaires étant quant à elles estimées par interpolation ou extrapolation. Pour la commune, le premier recensement exhaustif entrant dans le cadre du nouveau dispositif a été réalisé en 2004.

En 2022, la commune comptait 450 habitants, en évolution de +14,21 % par rapport à 2016 (Seine-et-Marne : +3,92 %, France hors Mayotte : +2,11 %).
| 1793 | 1800 | 1806 | 1821 | 1831 | 1836 | 1841 | 1846 | 1851 |
| ---- | ---- | ---- | ---- | ---- | ---- | ---- | ---- | ---- |
| 173  | 185  | 191  | 201  | 201  | 232  | 230  | 171  | 156  |

| 1856 | 1861 | 1866 | 1872 | 1876 | 1881 | 1886 | 1891 | 1896 |
| ---- | ---- | ---- | ---- | ---- | ---- | ---- | ---- | ---- |
| 148  | 161  | 147  | 101  | 106  | 103  | 99   | 102  | 108  |

| 1901 | 1906 | 1911 | 1921 | 1926 | 1931 | 1936 | 1946 | 1954 |
| ---- | ---- | ---- | ---- | ---- | ---- | ---- | ---- | ---- |
| 127  | 121  | 129  | 119  | 125  | 159  | 143  | 160  | 130  |

| 1962 | 1968 | 1975 | 1982 | 1990 | 1999 | 2004 | 2006 | 2009 |
| ---- | ---- | ---- | ---- | ---- | ---- | ---- | ---- | ---- |
| 162  | 145  | 235  | 266  | 268  | 299  | 313  | 312  | 299  |

| 2014 | 2019 | 2022 | - | - | - | - | - | - |
| ---- | ---- | ---- | - | - | - | - | - | - |
| 390  | 429  | 450  | - | - | - | - | - | - |

## Économie

### Revenus de la population et fiscalité
En 2018, le nombre de ménages fiscaux de la commune était de 143, représentant 429 personnes et la  médiane du revenu disponible par unité de consommation  de 28 080 euros.

### Emploi
En 2018, le nombre total d’emplois dans la zone était de 27, occupant 209 actifs  résidants (dont 7,4 % dans la commune de résidence et 92,6 % dans une commune autre que la commune de résidence).
Le taux d'activité de la population (actifs ayant un emploi) âgée de 15 à 64 ans s'élevait à 79,5 % contre un taux de chômage de 6 %. 
Les 14,6 % d’inactifs se répartissent de la façon suivante : 8,6 % d’étudiants et stagiaires non rémunérés, 3 % de retraités ou préretraités et 3 % pour les autres inactifs.

### Secteurs d'activité

#### Entreprises et commerces
Au 31 décembre 2019, le nombre d’unités légales et d’établissements (activités marchandes hors agriculture) par secteur d'activité était de 31 dont 1 dans l’industrie manufacturière, industries extractives et autres, 3 dans la construction, 9 dans le commerce de gros et de détail, transports, hébergement et restauration, 3 dans l’Information et communication, 1 dans les activités financières et d'assurance, 3 dans les activités immobilières, 4 dans les activités spécialisées, scientifiques et techniques et activités de services administratifs et de soutien, 3 dans l’administration publique, enseignement, santé humaine et action sociale et 3  étaient relatifs aux autres activités de services.
En 2020, 4 entreprises ont été créées sur le territoire de la commune, dont 2 individuelles.
Au 1er janvier 2021, la commune ne possédait aucun hôtel  mais un terrain de camping disposant de 200 emplacements.

## Culture locale et patrimoine

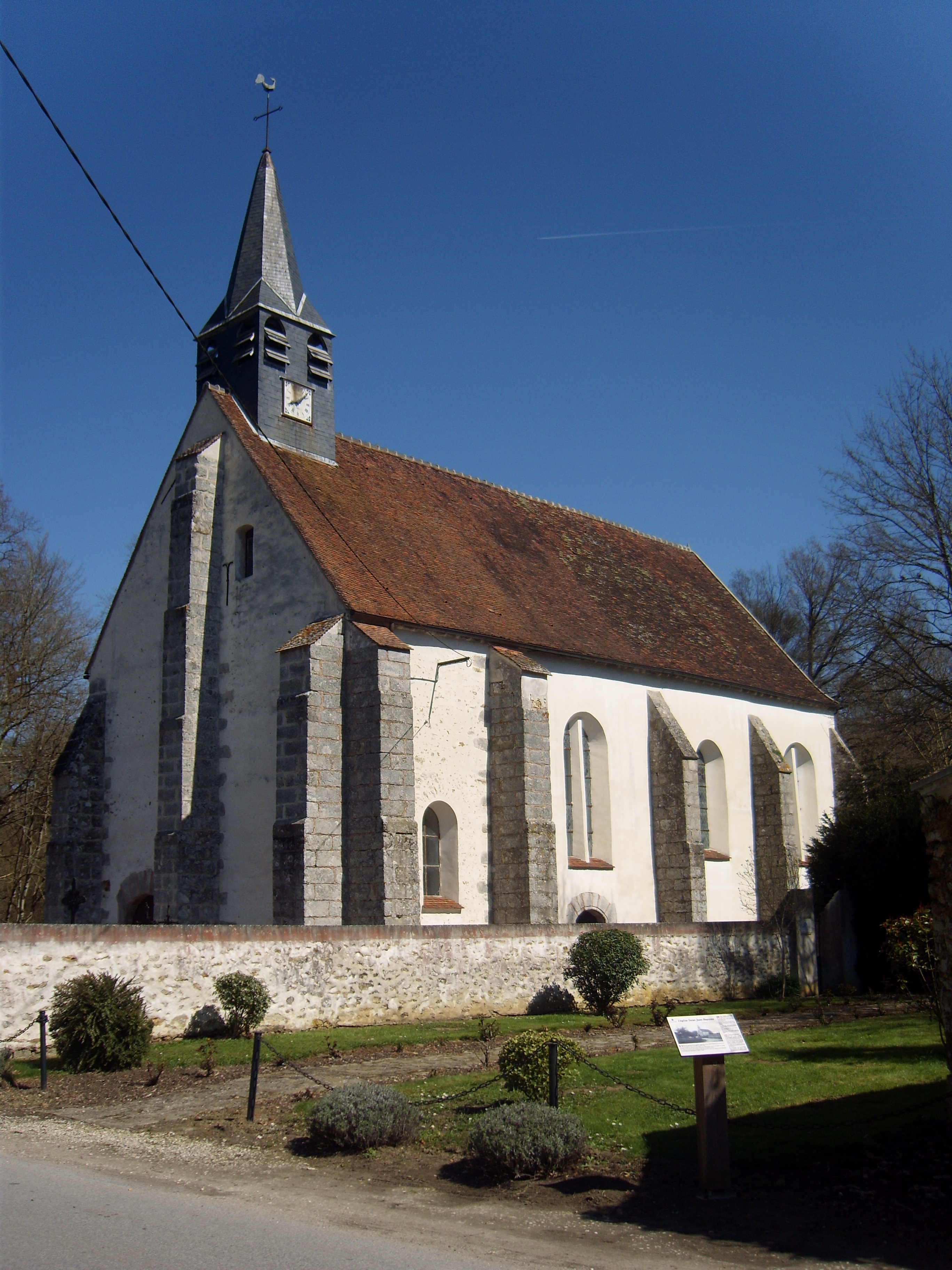
L'église Saint-Jean-Baptiste.

### Lieux et monuments
- Église Saint-Jean-Baptiste (XVIe siècle) ;
- Château de Crèvecœur, bâti sur les ruines de l’ancien château en 1897 ;
- Château et ferme de Beauregard ;
- Forêt de Crécy.

### Héraldique
| Blason de Crèvecœur-en-Brie | Blason  | Écartelé: au 1er de gueules à la chasuble d'argent chargée d'une croix latine du champ, au 2e d'argent à quatre fasces de sable, au cœur d'argent brochant, au 3e de gueules à l'épée haute d'or chargée en chef d'un fléau de balance du même brochant, au 4e de sable à la croix latine alésée d'argent, soutenue d'un fer à cheval renversé du même clouté du champ, au cœur de gueules chargé d'un besant d'argent brochant sur ladite croix; à la croix d'azur chargée de cinq fleurs de lis d'or brochant sur la partition. |
| Blason de Crèvecœur-en-Brie | Détails | Le statut officiel du blason reste à déterminer. |

#### Histoire
- Christian de Bartillat, Au Village de Brie, Presses du Village, 1984, 352 p.
- Frédéric-Auguste Denis, Lectures sur l'histoire de l'agriculture en Seine-et-Marne, Presses du Village, 1982, 376 p.
- André Laurent, La Seine-et-Marne autrefois, Éditions Horvath, 1982, 192 p.  (ISBN 2-7171-0238-8)
- René-Charles Plancke, La vie rurale en Seine-et-Marne 1853-1953, Éditions Amatteis, 1982, 256 p.
- René-Charles Plancke, Histoire de Seine-et-Marne vie paysanne, Éditions Amatteis, 1986, 432 p.

#### Patrimoine architectural
- Le patrimoine des communes de la Seine-et-Marne - tome 2, Paris, Editions Flohic, 2001, 1507 p. (ISBN 2-84234-100-7), « Crèvecœur-en-Brie », p. 1324–1325